# Успеновка (Алтайский край)
Успе́новка — посёлок в Алейском районе Алтайского края России. Входит в состав Большепанюшевского сельсовета.

## География
Посёлок находится в центральной части Алтайского края, в лесостепной зоне, на левом берегу реки Алей, на расстоянии примерно 5 км (по прямой) к востоку-северо-востоку (ENE) от города Алейск, административного центра района. Абсолютная высота — 167 м над уровнем моря.

### Климат
Климат резко континентальный. Средняя температура января −17,6 ºС, июля — + 20 ºС. Годовое количество осадков — 440 мм.

## История
Основан в 1920 году. В 1928 году в посёлке Успенский имелось 118 хозяйств, проживало 603 человека, в основном — украинцы. Функционировала школа. В административном отношении находился в составе Бальшепанюшевского сельсовета Алейского района Барнаульского округа Сибирского края.

## Население
| 1926 | 1997 | 1998 | 1999 | 2000 | 2001 | 2002 | 2003 | 2004 |
| ---- | ---- | ---- | ---- | ---- | ---- | ---- | ---- | ---- |
| 512  | ↘63  | ↘60  | ↘57  | ↗59  | ↘55  | →55  | ↗59  | ↘44  |
| 2005 | 2006 | 2007 | 2008 | 2009 | 2010 | 2011 | 2012 | 2013 |
| ↗46  | ↘41  | ↘30  | ↗40  | ↘27  | ↘24  | ↗28  | ↘13  | ↘10  |

### Национальный состав
Согласно результатам переписи 2002 года, в национальной структуре населения русские составляли 95 % из 58 чел.

## Улицы
- ул. Октябрьская,
- ул. Полевая,
- ул. Степная[9].